# Île Juliette
Die Île Juliette (französisch) ist eine kleine Insel im südwestlichen Ausläufer des Géologie-Archipel vor der Küste des ostantarktischen Adélielands. Sie liegt in unmittelbarer Nachbarschaft zur Île Roméo.
Französische Wissenschaftler benannten sie 1977 nach der weiblichen Hauptfigur der Tragödie Romeo und Julia des englischen Dramatikers William Shakespeare.